# У Цзінбяо
У Цзінбяо  (кит.: 吴 景彪, 10 січня 1989) — китайський важкоатлет, олімпійський медаліст.

## Виступи на Олімпіадах
| Олімпіада   | Дисципліна | Місце |
| ----------- | ---------- | ----- |
| Лондон 2012 | до 56 кг   | 2     |